# Frédéric Pietruszka
Frédéric Pietruszka   (Villecresnes, 13 de maig de 1954) és un tirador d'esgrima francès, ja retirat, especialista en floret, que va competir durant les dècades de 1970 i 1980.
El 1976 va prendre part en els Jocs Olímpics d'Estiu de Montreal, on disputà dues proves del programa d'esgrima. En la prova del floret per equips guanyà la medalla de bronze, mentre en la del floret individual fou cinquè. Quatre anyes més tard, als Jocs de Moscou, guanyà la medalla d'or en la competició del floret per equips, mentre en la del floret individual fou vuitè. El 1984, a Los Angeles, disputà els seus tercers, i darrers, Jocs Olímpics. En la prova del floret per equips guanyà la medalla de bronze, mentre en la del floret individual fou quart.
En el seu palmarès també destaquen cinc medalles al Campionat del món d'esgrima, una d'or, dues de plata i dues de bronze, entre les edicions de 1974 i 1982. També va guanyar tres campionats nacionals de floret, el 1978, 1981 i 1983.